# Vitalis (Ravenna)

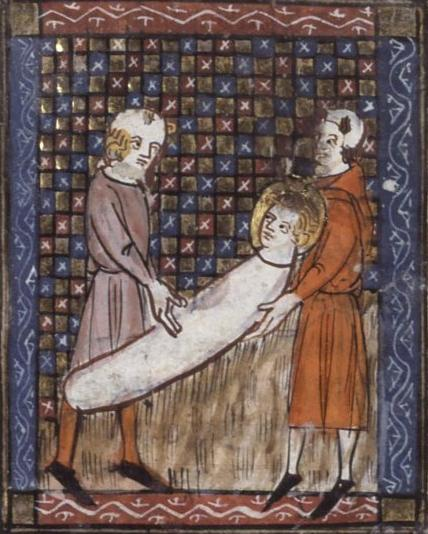
Vitalis von Mailand, bei Richard de Montbaston (Martyrium des Lebendig-begraben)

Vitalis, auch bekannt als Vitalis von Mailand († um 60?? in Ravenna; wahrscheinlicher Mailand, 3. Jhdt. – Ravenna, 3./4. Jhdt.) war ein christlicher Märtyrer und Heiliger, der der Legende nach lebendig begraben wurde und an den die katholische Kirche am 28. April erinnert.

## Vita
Über sein Leben lassen sich nur wenige Angaben belegen. Er soll von Gaius von Mailand mit seiner Familie getauft worden sein und dem Arzt Ursicinus von Ravenna vor dessen Martyrium während der Neronischen Christenverfolgung Trost zugesprochen und dessen Überreste beerdigt haben. Als Strafe dafür wurde er auf Anweisung des Richters Paulinus auf der Streckbank gefoltert und in einer Grube lebendig begraben oder verbrannt. Seine Frau Valeria habe etwa zur selben Zeit in Mailand das Martyrium erlitten.
Es existieren einige Angaben, die mit dem Tod des Heiligen im ersten Jahrhundert nicht vereinbar sind, wie die Datierung seines Martyriums in die Zeit des Kaisers Mark Aurel oder die Vaterschaft von Gervasius und Protasius (die erst im 3. Jahrhundert lebten). Vermutlich handelt es sich hierbei um Verwechslungen mit gleichnamigen Personen.

## Hagiographie

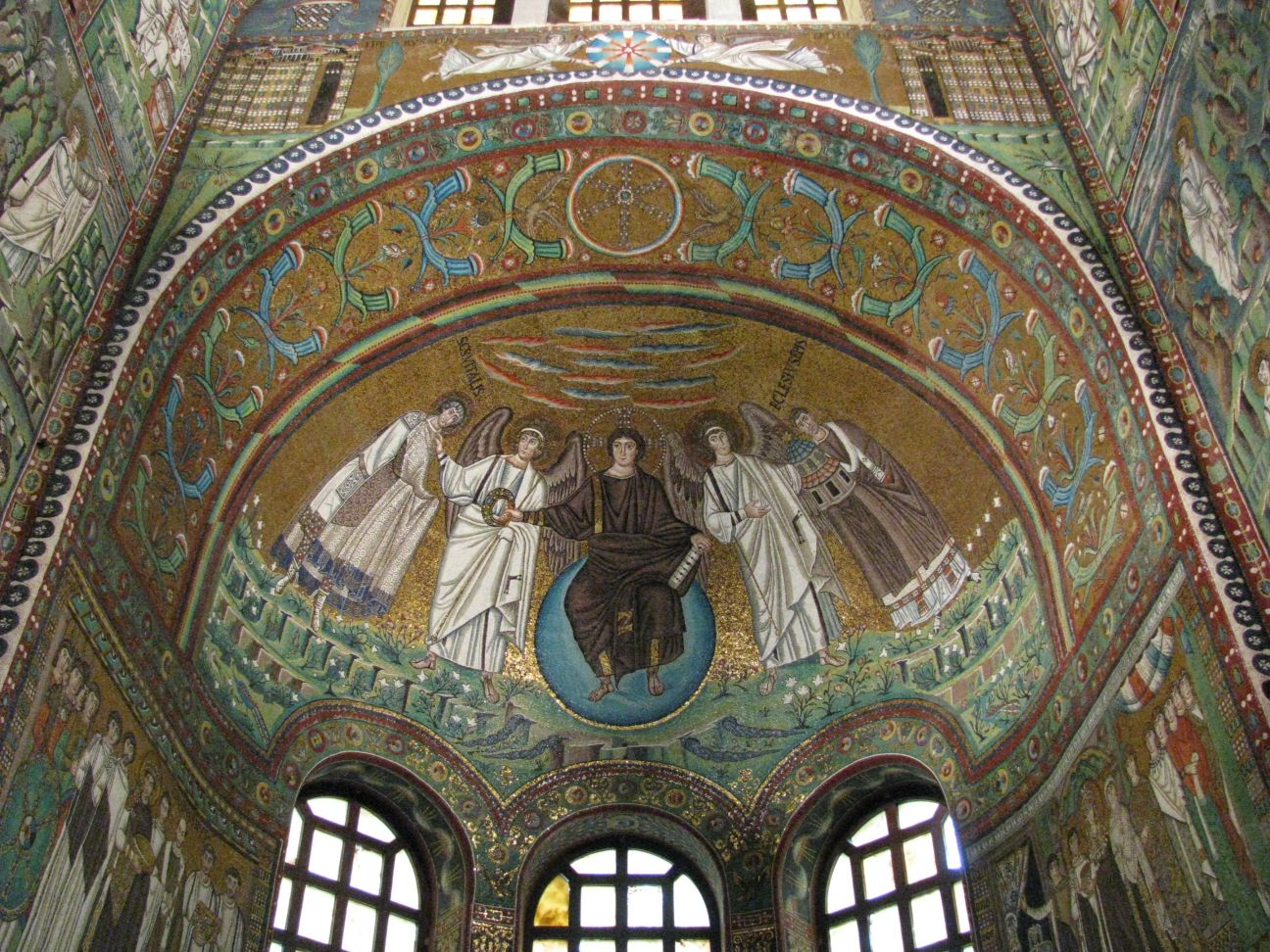
Basilika San Vitale in Ravenna. Links außen eine Darstellung des hl. Vitalis

Über Vitalis berichtet uns der Hl. Ambrosius in einem seiner Briefe, in dem der Bischof von Mailand eine Vision schildert, die ihm den Ort des Grabes der Märtyrer Gervasius und Protasius zeigte (gestorben in Mailand, wohl im 3. Jhdt.). In den Sarkofag fand Ambrosius ein "libellum" (ein Heft oder ein anderes kurzes Schriftstück), das unter dem Namen eines gewissen Philippus, "servus Christi", vor der Geschichte der beiden heiligen Zwillinge die Geschichte ihrer Eltern, Vitalis und Valeria, erzählt. Daraufhin beginnt Ambrosius im Jahre 379 den Bau einer zahlreichen Märtyrern geweihten Basilika, unter ihnen insbesondere Vitalis. Diese Basilika trägt heute den Namen des Ambrosius.
Das "libellum" berichtet folgendes: Der beneficiarius consularis Vitalis, Ehemann der Valeria und Vater des Gervasius und des Protasius, begleitet den iudex (Statthalter) Paulinus auf einer Reise nach Ravenna. Dort sieht er den zum Tode durch Enthauptung nach verschiedenen Foltern verurteilten Arzt Ursicinus, einen Christen. Vitalis begleitet den Arzt, steht ihm bei, dem Tod entgegenzutreten, und sorgt für sein Begräbnis. Weil er sich durch sein Verhalten selbst als Christ zu erkennen gegeben hat, wird er zur Folter auf der Streckbank und schließlich zum Tode verurteilt; er wird lebendig ("vitalis" heißt lebendig, dieses Element der Legende ist also wahrscheinlich aus dem Namen "Vitalis" abgeleitet) in Ravenna begraben.
Seine Ehefrau Valeria, die sich vergeblich nach Ravenna begeben hatte, um die Leiche ihres Mannes zu erhalten, soll auf dem Rückweg ebenfalls das Martyrium erlitten haben: Eine Gruppe heidnischer Dörfler habe sie zur Teilnahme an einem Bankett zu Ehren des Gottes Silvanus aufgefordert (was sie als Christin natürlich ablehnen musste). Zehn Jahre später sollen auch ihrer jungen Söhne Gervasius und Protasius für ihren christlichen Glauben zu Märtyrern geworden sein.
Es bleibt unsicher, wann Vitalis und Valeria getötet wurden. Ambrosius liefert keine eindeutigen Anhaltspunkte für eine Datierung. Die Legenda Aurea berichtet sehr viel später dieselben Ereignisse wie das "libellum" mit leichten Abweichungen und setzt die Ereignisse unter Nero an (60 n. Chr.); Baronius, der Herausgeber des Martyrologium Romanum, datiert den Tod des Heiligen auf 171; das ist aber wahrscheinlich irrig und das Martyrium wird sich wohl in der zweiten Hälfte des 3. Jhdts. ereignet haben, spätestens am Anfang des 4. Jhdts.

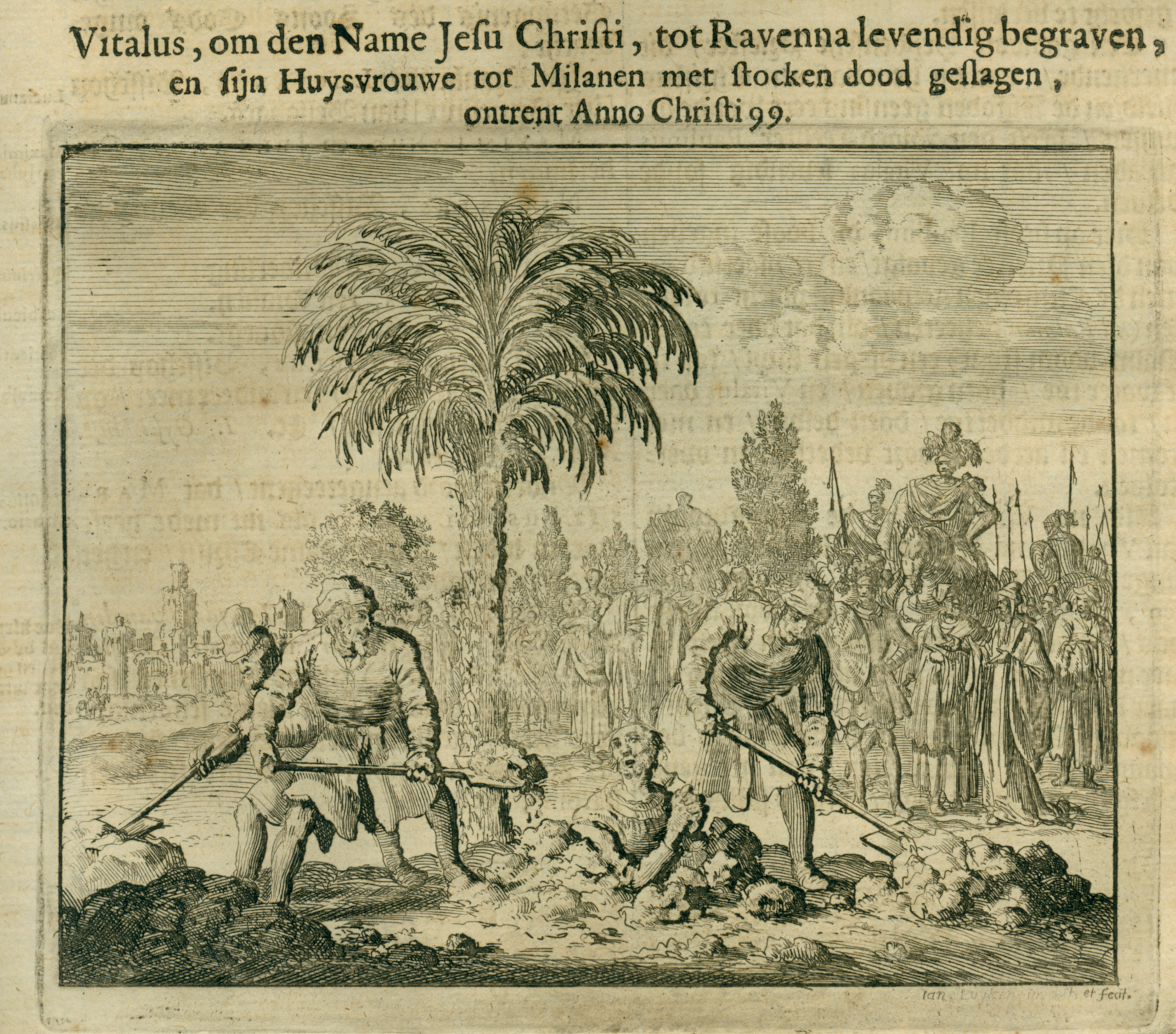
Der Hl. Vitalis wird lebendig (= lat. vitalis) begraben. Stich aus Martyrs Mirror

## Verehrung, Ikonographie und Patrozinien
Vitalis ist der Schutzheilige der Stadt Ravenna. Von Bedeutung ist der Heilige vor allem wegen der nach ihm benannten Basilika San Vitale, die Bestandteil des UNESCO-Weltkulturerbes ist. Sie wurde 547 über dem Ort seines Martyriums errichtet. Das Heiligenattribut des Vitalis ist eine stachelige Keule, sonst sein Martyrium.
In der Kuppel in San Vitale zu Ravenna ist der Heilige mit den Attributen der Märtyrerkrone (von Christus überreicht) und der Kirche (von einem Engel überreicht) dargestellt.

### Vitalis-von-Ravenna-Kirchen
Italien:
- San Vitale, Basilika in Ravenna
- Santi Vitale, Valeria, Gervasio e Protasio, Rom-Monti
- Chiesa di San Vitale Martire, Neapel, Napoli

Schweiz:
- San Vitale martire, Chiasso TI (katholisch)[3]

Polen:
- St.-Vitalis-Kirche (Włocławek)

### Gedenktag: Vitalstag und Bauernregeln
Katholischer Gedenktag ist der 28. April, gemeinsam mit seiner Gemahlin Valeria, oder, in Ravenna, der 4. November (an dem auch der Vitalis von Bologna verehrt wird).
Der Vitalstag, der 28. April, als Lostag ist besonders aus Westpreußen überliefert. An diesem Tag war die in Naturalien zu entrichtende kirchliche Abgabe Kalende fällig (Strena genannt).
Eine entsprechende Bauernregel lautet: „Friert’s am Tag von St. Vital, / friert es wohl noch 15 Mal.“